# Conservatori di musica in Italia
Questa pagina contiene un elenco dei conservatori musicali italiani appartenenti all'Alta Formazione Artistica e Musicale ordinabile per città e data di fondazione.
|    |  | Città               | Nome                                               | Nascita | Intitolazione                                                                  | Note |
| -- |  | ------------------- | -------------------------------------------------- | ------- | ------------------------------------------------------------------------------ | --- |
| 01 |  | Adria               | Conservatorio Antonio Buzzolla                     | 1877    | Dedicato ad Antonio Buzzolla                                                   | |
| 02 |  | Alessandria         | Conservatorio Antonio Vivaldi                      | 1858    | Dedicato ad Antonio Vivaldi                                                    | |
| 03 |  | Avellino            | Conservatorio Domenico Cimarosa                    | 1973    | Dedicato a Domenico Cimarosa                                                   | Ha varie sezioni distaccate, tra cui una a Caserta |
| 04 |  | Bari                | Conservatorio Niccolò Piccinni                     | 1925    | Dedicato a Niccolò Piccinni                                                    | |
| 05 |  | Benevento           | Conservatorio Nicola Sala                          | 1988    | Dedicato a Nicola Sala                                                         | Nato come sezione staccata del conservatorio di Avellino nei primi anni del decennio 1980 |
| 06 |  | Bologna             | Conservatorio Giovanni Battista Martini            | 1804    | Dedicato a Giovanni Battista Martini                                           | |
| 07 |  | Bolzano             | Conservatorio Claudio Monteverdi                   | 1927    | Dedicato a Claudio Monteverdi                                                  | |
| 08 |  | Brescia             | Conservatorio Luca Marenzio                        | 1864    | Dedicato a Luca Marenzio                                                       | Istituito e intitolato dapprima a Carlo Antonio Venturi; dal 1993 fu dedicato a Luca Marenzio. Ha una sezione distaccata a Darfo Boario Terme |
| 09 |  | Cagliari            | Conservatorio Giovanni da Palestrina               | 1939    | Dedicato a Giovanni Pierluigi da Palestrina                                    | |
| 10 |  | Caltanissetta       | Conservatorio Vincenzo Bellini                     | 1979    | Dedicato a Vincenzo Bellini                                                    | |
| 11 |  | Campobasso          | Conservatorio Lorenzo Perosi                       | 1971    | Dedicato a Don Lorenzo Perosi                                                  | |
| 12 |  | Castelfranco Veneto | Conservatorio Agostino Steffani                    | 1969    | Dedicato ad Agostino Steffani                                                  | Nato nel 1969 come sezione distaccata del Conservatorio di Venezia |
| 13 |  | Catania             | Conservatorio Vincenzo Bellini                     | 1951    | Dedicato a Vincenzo Bellini                                                    | Nel 1951 venne fondato il liceo musicale Vincenzo Bellini; Nel 1996 il liceo musicale venne trasformato nell'"istituto musicale Vincenzo Bellini", poi dal 2003 "istituto superiore di studi musicali" ed infine nel 2020 viene promosso a conservatorio |
| 14 |  | Cesena-Rimini       | Conservatorio Bruno Maderna - Giovanni Lettimi     | 2024    | Dedicato a Bruno Maderna e Giovanni Lettimi                                    | Nato nel 2024 dalla fusione del Conservatorio "B. Moderna" di Cesena (nato nell'anno accademico 1987-1988; in precedenza, a partire dal 1970, costituiva una sezione distaccata del Conservatorio "G. B. Martini" di Bologna) e del Conservatorio "G. Lettimi" di Rimini (nato nell'anno accademico 2000-2001 come Istituto Musicale Pareggiato ai conservatori di Stato; nel 2023 come Conservatorio di Stato. In precedenza, dal 1825, era Scuola Comunale di Musica). |
| 15 |  | Como                | Conservatorio Giuseppe Verdi                       | 1996    | Dedicato a Giuseppe Verdi                                                      | Nato nel 1982 come sezione distaccata del Conservatorio di Milano |
| 16 |  | Cremona             | Conservatorio Claudio Monteverdi - ISSM di Cremona |         | Dedicato a Claudio Monteverdi                                                  | Nato come Scuola Comunale ed in seguito Istituto Superiore di Studi Musicali, nel 2023 viene statizzato e promosso a conservatorio. |
| 17 |  | Cosenza             | Conservatorio Stanislao Giacomantonio              | 1970    | Dedicato a Stanislao Giacomantonio                                             | |
| 18 |  | Cuneo               | Conservatorio Giorgio Federico Ghedini             | 1864    | Dedicato a Giorgio Federico Ghedini                                            | |
| 19 |  | Fermo               | Conservatorio Giovanni Battista Pergolesi          | 1998    | Dedicato a Giovanni Battista Pergolesi                                         | Nato nel 1878 come sezione staccata del Conservatorio di Pesaro |
| 20 |  | Ferrara             | Conservatorio Girolamo Frescobaldi                 | 1870    | Dedicato a Girolamo Frescobaldi                                                | |
| 21 |  | Firenze             | Conservatorio Luigi Cherubini                      | 1849    | Dedicato a Luigi Cherubini                                                     | |
| 22 |  | Foggia              | Conservatorio Umberto Giordano                     | 1914    | Dedicato a Umberto Giordano                                                    | Il conservatorio dispone di una sezione distaccata a Rodi Garganico |
| 23 |  | Frosinone           | Conservatorio Licinio Refice                       | 1972    | Dedicato a Licinio Refice                                                      | |
| 24 |  | Genova              | Conservatorio Niccolò Paganini                     | 1829    | Dedicato a Niccolò Paganini                                                    | |
| 25 |  | L'Aquila            | Conservatorio Alfredo Casella                      | 1968    | Dedicato a Alfredo Casella                                                     | Nato nel 1967 come sezione distaccata del Conservatorio di Roma |
| 26 |  | La Spezia           | Conservatorio Giacomo Puccini                      | 1992    | Dedicato a Giacomo Puccini                                                     | Nato nel 1979 come sezione distaccata del Conservatorio di Genova, è autonomo dal 1992 |
| 27 |  | Latina              | Conservatorio Ottorino Respighi                    | 1988    | Dedicato a Ottorino Respighi                                                   | Istituito nel 1979 come sezione staccata del Conservatorio Santa Cecilia di Roma, è stato intitolato, a partire dal 1991, al Compositore Bolognese Ottorino Respighi |
| 28 |  | Lecce               | Conservatorio Tito Schipa                          | 1933    | Dedicato a Tito Schipa, il quale ha contribuito largamente alla sua fondazione | Ha una sezione distaccata a Ceglie Messapica |
| 29 |  | Lucca               | Conservatorio Luigi Boccherini                     | 1842    | Dedicato a Luigi Boccherini                                                    | |
| 30 |  | Mantova             | Conservatorio Lucio Campiani                       | 1777    | Dedicato a Lucio Campiani                                                      | |
| 31 |  | Matera              | Conservatorio Egidio Romualdo Duni                 | 1965    | Dedicato a Egidio Romualdo Duni                                                | |
| 32 |  | Messina             | Conservatorio Arcangelo Corelli                    | 1938    | Dedicato a Arcangelo Corelli                                                   | |
| 33 |  | Milano              | Conservatorio Giuseppe Verdi                       | 1808    | Dedicato a Giuseppe Verdi                                                      | Viene intitolato a Giuseppe Verdi nel 1901, subito dopo la morte |
| 34 |  | Monopoli            | Conservatorio Nino Rota                            | 2000    | Dedicato a Nino Rota                                                           | Nato nel 1971 come sezione distaccata del Conservatorio di Bari |
| 35 |  | Napoli              | Conservatorio di San Pietro a Majella              | 1808    | Prende nome dalla Chiesa di San Pietro a Majella a cui è annesso               | |
| 36 |  | Novara              | Conservatorio Guido Cantelli                       | 1996    | Dedicato a Guido Cantelli                                                      | |
| 37 |  | Padova              | Conservatorio Cesare Pollini                       | 1878    | Dedicato a Cesare Pollini                                                      | |
| 38 |  | Palermo             | Conservatorio Alessandro Scarlatti                 | 1617    | Dedicato a Alessandro Scarlatti già Vincenzo Bellini                           | Fondato nel 1617 dal Viceré di Sicilia Francisco Ruiz de Castro viene dedicato al Buon Pastore. Divenuto Real Collegio di Musica sotto i Borbone viene poi denominato Regio Conservatorio a seguito dell'unità d'Italia. Intitolato nel 1894 al compositore Vincenzo Bellini, che visitò il Conservatorio, viene infine dedicato nel 2018 al compositore palermitano Alessandro Scarlatti.                                                                               |
| 39 |  | Parma               | Conservatorio Arrigo Boito                         | 1825    | Dedicato ad Arrigo Boito                                                       | Viene trasformato da "Regia Scuola di Musica" in "Regio Conservatorio" nel 1888. Viene intitolato ad Arrigo Boito nel 1920 |
|    |  | Pavia               | Conservatorio Franco Vittadini                     | 1867    | Dedicato a Franco Vittadini                                                    | Statizzato e promosso a conservatorio nel 2023. |
| 40 |  | Perugia             | Conservatorio Francesco Morlacchi                  | 1788    | Dedicato a Francesco Morlacchi                                                 | |
| 41 |  | Pesaro              | Conservatorio Gioachino Rossini                    | 1882    | Dedicato a Gioachino Rossini                                                   | |
| 42 |  | Pescara             | Conservatorio Luisa D'Annunzio                     | 1935    | Dedicato a Luisa de Benedictis, madre di Gabriele D'Annunzio                   | |
| 43 |  | Piacenza            | Conservatorio Giuseppe Nicolini                    | 1839    | Dedicato a Giuseppe Nicolini                                                   | |
| 44 |  | Potenza             | Conservatorio Carlo Gesualdo da Venosa             | 1971    | Dedicato a Gesualdo da Venosa                                                  | |
| 45 |  | Reggio Calabria     | Conservatorio Francesco Cilea                      | 1927    | Dedicato a Francesco Cilea                                                     | Prosegue l'attività del Liceo musicale "F. Cilea" (1927) come sezione staccata del Conservatorio di Napoli a partire dal 1964 e nel 1968 ottiene l'autonomia. |
| 46 |  | Reggio Emilia       | Conservatorio Achille Peri                         | 1972    | Dedicato a Achille Peri                                                        | Ha una sezione distaccata a Castelnuovo Ne' Monti dedicata a Claudio Merulo. |
| 47 |  | Ribera              | Conservatorio Arturo Toscanini                     | 2022    | Dedicato a Arturo Toscanini                                                    | |
| 48 |  | Roma                | Conservatorio Santa Cecilia                        | 1875    | Dedicato a Santa Cecilia                                                       | Ha una sezione distaccata a Rieti. Viene trasformato da "Liceo Musicale" in "Conservatorio di Santa Cecilia" nel 1923 |
| 49 |  | Rovigo              | Conservatorio Francesco Venezze                    | 1970    | Prende il nome dall'edificio che lo ospita, Palazzo Venezze                    | |
| 50 |  | Salerno             | Conservatorio Giuseppe Martucci                    | 1980    | Dedicato a Giuseppe Martucci                                                   | |
| 51 |  | Sassari             | Conservatorio Luigi Canepa                         | 1860    | Dedicato a Luigi Canepa                                                        | |
| 52 |  | Siena               | Conservatorio Rinaldo Franci                       | 1834    | Dedicato a Rinaldo Franci                                                      | nato nel 1834 come Scuola di musica e solfeggio della Banda municipale, ha ottenuto nel 1985 il pareggiamento ai Conservatori di Stato e nel 2023 viene statizzato e promosso a Conservatorio |
| 53 |  | Teramo              | Conservatorio Statale Gaetano Braga                | 1895    | Dedicato a Gaetano Braga                                                       | Ha una sezione distaccata a Giulianova. Viene trasformato da "Istituto musicale pareggiato" in "Istituto Statale superiore di studi musicali e coreutici" nel 2015 a seguito della statizzazione |
| 54 |  | Terni               | Conservatorio Giulio Briccialdi                    | 1974    | Dedicato a Giulio Briccialdi                                                   | |
| 55 |  | Trapani             | Conservatorio Antonio Scontrino                    | 1978    | Dedicato a Antonio Scontrino                                                   | |
| 56 |  | Trento              | Conservatorio Francesco Antonio Bonporti           | 1980    | Dedicato a Francesco Antonio Bonporti                                          | Ha una sezione distaccata a Riva del Garda |
| 57 |  | Trieste             | Conservatorio Giuseppe Tartini                     | 1903    | Dedicato a Giuseppe Tartini                                                    | |
| 58 |  | Torino              | Conservatorio Giuseppe Verdi                       | 1866    | Dedicato a Giuseppe Verdi                                                      | |
| 59 |  | Udine               | Conservatorio Jacopo Tomadini                      | 1826    | Dedicato a Jacopo Tomadini                                                     | |
| 60 |  | Venezia             | Conservatorio Benedetto Marcello                   | 1867    | Dedicato a Benedetto Marcello                                                  | |
| 61 |  | Verona              | Conservatorio Evaristo Felice Dall'Abaco           | 1927    | Dedicato a Evaristo Felice Dall'Abaco                                          | |
| 62 |  | Vibo Valentia       | Conservatorio Fausto Torrefranca                   | 1970    | Dedicato a Fausto Torrefranca                                                  | |
| 63 |  | Vicenza             | Conservatorio Arrigo Pedrollo                      | 1979    | Dedicato a Arrigo Pedrollo                                                     | Nato nel 1969 come sezione distaccata del Conservatorio di Venezia, diventa autonomo nel 1979 |